# The Long Blondes
The Long Blondes est un groupe de rock indépendant britannique, originaire de Sheffield, Yorkshire, en Angleterre. Ils dégagent une image de « punk glamour », symbolisé par leur chef de file Kate Jackson. À la suite de son référencement dans la cool list du NME, Kate Jackson remarque dans The Guardian que c'était « sans doute parce qu'ils n'avaient pas assez de filles ». Le 20 octobre 2008, le groupe annonce sur sa page Myspace qu'il se sépare.

## Biographie

### Formation
Le groupe est formé en 2003 à Sheffield, Yorkshire, en Angleterre. Tous les membres ont étudié à l'université de la ville. Les membres des Long Blondes se croisaient régulièrement à Sheffield lors de concerts. Ils décident de former un groupe et d'apprendre la musique. Concernant leurs débuts, ils expliquent sur leur site web : « on partage les mêmes goûts pour The Mael Brothers, Marx Brothers et The Bewlay Brothers. On écoute pas The Beatles, The Rolling Stones, Jimi Hendrix, The Doors, ni du Bob Dylan. On a choisi chacun un instrument et on a appris à en jouer. » Pour leur nom, ils expliquent que The Long Blondes a été formé comme groupe de pop fantastique : « Nico, Nancy Sinatra, Diana Dors et Barbara Windsor. Sexy et égal, flippant et écœurant à la fois. » La chanteuse Kate Jackson s'est inspirée de groupes menés par d'autres chanteuses comme Siouxsie and the Banshees et Blondie.

### Sorties indépendantes
En juillet 2004, The Long Blondes sortent leur premier single, New Idols, au label local Thee Sheffield Phonographic Corporation. Il est suivi par les singles Autonomy Boy et Giddy Stratospheres. En 2005, ils publient d'autres singles, Appropriation (By any Other Name) et Separated by Motorways, ce dernier qui sera produit par Paul Epworth et publié à son label Good and Evil. Ces sorties attirent l'engouement de la presse spécialisée,.
Toujours en indépendant, en février 2006, le groupe est nommé pour le NME Philip Hall Radar Award, qui a été remporté les années précédentes par Franz Ferdinand et Kaiser Chiefs. Le groupe est aussi nommé par The Guardian et Vogue dans la catégorie de « meilleur groupe britannique indépendant ». Toujours en indépendant et en parallèle à leur carrière musicale, les membres continuent de cumuler les jobs ; Jackson vend des vêtements sur eBay, Cox travaillent pour le cabinet de l'université de Sheffield, Hollis dans le département Media Studies d'un lycée à proximité, Chaplin dans une bibliothèque d'arts à Leeds et Louder au Bureau de l'Intérieur.

### Someone to Drive You Home
Le 13 avril 2006, ils signent chez Rough Trade Records et enregistrent pendant l'été qui suit un premier album attendu de longue date Someone to Drive You Home qui sortira en Europe le 6 novembre 2006. Dans un premier temps le groupe chercha à obtenir la collaboration de Jarvis Cocker ex-leader du groupe Pulp (autre formation de Sheffield) mais celui-ci étant en plein enregistrement de son premier album solo ils finiront par travailler avec Steve Mackey (bassiste du groupe pulp).
Dès le 26 juin 2006 leur premier single chez Rough Trade, Weekend Without Makeup, qui est en vérité le cinquième single du groupe est disponible dans les bacs et se place en première semaine à la 28e place des charts anglais. En octobre 2006, juste avant la sortie de leur premier album sort leur sixième single Once and Never Again qui grimpe en première semaine à la 30e place des charts anglais et est bien accueilli par la presse spécialisée. Le 5 février 2007 devrait voir la sortie de Giddy Stratospheres. Cette édition sera en fait la troisième édition de ce single, le single était sortie chez Angular Recording Corporation le 6 décembre 2004 en vinyle uniquement au format 45T (7"), puis l'année suivante chez le label américain What's Your Rupture? en vinyle encore mais au format 33T (12") avec un titre supplémentaire par rapport à la première version.

### CouplesetSingles

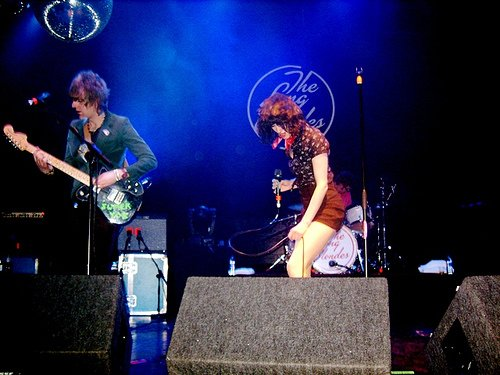
The Long Blondes live au London Astoria, en 2007.

Après une longue tournée européenne, en octobre 2007, The Long Blondes commence à travailler sur un deuxième album avec le producteur Erol Alkan, qui a travaillé sur des faces B dance comme Five Ways to End It et Fulwood Babylon. Le 19 décembre 2007, le nouveau titre de leur opus, Couples, et annoncé. Le titre s'inspire de l'album Heroes de David Bowie et fait croire qu'il s'agit d'un « futur album à succès ». Avant la sortie de l'album, les cinq membres publient des vidéos cryptées expliquant les facettes de Couples. Le groupe révèle s'être inspiré de l'Italo disco et de groupes comme Glass Candy, et les labels Italians Do It Better et ABBA. Cox explique qu'« ...il y a quelque chose de vvraiment innocent dans les vidéos d'Abba... c'est très drôle, futuriste mais à la fois vieillot, et c'est comme ça qu'on voit notre musique sur l'album. »
Couples est publié le 7 avril 2008, précédé par le single Century, sorti le 24 mars 2008. L'album atteint la 48e place de l'UK album chart. Il est généralement bien accueilli par les critiques. Click Music lui attribue une note de 4,5 sur 5 expliquant qu'« il vaut le coût ». The Guardian lui donne aussi quatre étoiles, expliquant que « certains morceaux partagent le fond cinématique à la Confide in Me de Kylie Minogue ».
Après Couples, le groupe décide de sortir une compilation de leurs premiers singles inédits, intitulée Singles le 20 octobre 2008 chez Angular Records. La version de Separated By Motorways diffère du single produit par Paul Epworth, que le groupe a choisi d'en faire une démo.

### Séparation
Le 20 octobre 2008, le guitariste Dorian Cox poste un message sur leur site web annonçant leur séparation. Cette séparation survient après l'attaque cérébrale de Cox en juin 2008, qui a mené à l'annulation d'un nombre de concerts. Cox remerciera les fans pour leur soutien. L'annonce se fait en parallèle à la sortie de leur compilation Singles. Après la séparation, The Guardian dédie un article intitulé Why music will miss the Long Blondes.

## Style musical
Les morceaux des Long Blondes sont le reflet de nombreuses influences, tels que la pop des années 1960, les Buzzcocks, les Ramones, Suede, le post-punk et la new wave. La prééminence de chacune de ces influences varie de chanson en chanson. La voix de Jackson a été comparée a Ari Up des Slits, Deborah Harry de Blondie ou encore celle des The Au Pairs. Les chœurs de Dorian Cox sont assez similaires à la voix de Jarvis Cocker. La musique est caractérisée par des guitares sèches et de lignes de basses prédominantes. Cependant, le groupe se réclame d'influences plus éclectiques que ce que suggère leur son, citant Burt Bacharach, Holland, Dozier & Holland, Chinn and Chapman, et Stock Aitken Waterman.

## Discographie

### Albums studio
- 2006 : Someone to Drive You Home (Rough Trade)
- 2008 : Couples (Rough Trade)

### Singles
- 2004 : New Idols / Long Blonde (Thee Sheffield Phonographic Corporation)
- 2004 : Giddy Stratospheres (Angular Recording Corporation)
- 2005 : Appropriation (By Any Other Name) (Angular Recording Corporation)
- 2005 : Giddy Stratospheres (12" EP) (What's Your Rupture?)
- 2005 : Separated By Motorways (Good and Evil)
- 2006 : Weekend Without Makeup (Rough Trade)
- 2006 : Once and Never Again (Rough Trade)
- 2007 : Giddy Stratospheres (Rough Trade)
- 2008 : Century (Rough Trade)